# 21358 Mijerbarany
21358 Mijerbarany este un asteroid din centura principală de asteroizi.

## Descriere
21358 Mijerbarany este un asteroid din centura principală de asteroizi. A fost descoperit pe 3 aprilie 1997 la Socorro, New Mexico, în cadrul proiectului LINEAR. Asteroidul prezintă o orbită caracterizată de o semiaxă mare de 2,75 ua, o excentricitate de 0,05 și o înclinație de 1,4° în raport cu ecliptica.